# Hộ dân tộc thiểu số đặc biệt khó khăn
Hộ dân tộc thiểu số đặc biệt khó khăn là đối tượng áp dụng Chính sách hỗ trợ hộ dân tộc đặc biệt khó khăn của Nhà nước Việt Nam. Tiêu chí để xác định một hộ dân tộc thiểu số là đặc biệt khó khăn gồm:
- Sống ở vùng miền núi, vùng sâu, vùng xa;
- Mức thu nhập bình quân đầu người từ 80.000 đồng/người/tháng trở xuống;
- Có tập quán sản xuất còn mang nặng tính tự nhiên hái lượm, chủ yếu phát rẫy làm nương, chăn nuôi theo tập quán cũ, lạc hậu, công cụ sản xuất thô sơ, thiếu thốn, thiếu đất hoặc chưa có đất sản xuất (tính theo mức bình quân diện tích đất canh tác cho mỗi hộ của địa phương);
- Tổng giá trị tài sản bình quân đầu người dưới một triệu đồng (không tính giá trị sử dụng của đất, giá trị các lán trại trên nương rẫy).

Ở Việt Nam phân định các địa phương miền núi và địa phương có dân tộc thiểu số sinh sống có điều kiện kinh tế - xã hội khó khăn làm 3 khu vực lần lượt là I, II, III, trong đó khu vực III là khu vực đặc biệt khó khăn thuộc phạm vi của Chương trình 135. Trong khu vực I, II cũng có thể có những thôn, bản, buôn, sóc được công nhận là đặc biệt khó khăn. Tùy theo các khu vực mà chính phủ có các chính sách ưu đãi, ưu tiên cho các cá nhân và hộ gia đình đang sinh sống, làm việc ở các khu vực đó như trợ cấp, phụ cấp, ưu đãi xét tuyển khi học sinh thi cử. Nếu như sinh ra ở vùng đặc biệt khó khăn nhưng làm việc ở vùng khác thì được hưởng các chế độ nơi vùng làm việc.